# Encarsia exornata
Encarsia exornata är en stekelart som beskrevs av Huang och Andrew Polaszek 1998. Encarsia exornata ingår i släktet Encarsia och familjen växtlussteklar. Inga underarter finns listade i Catalogue of Life.